# Solenopsis latro
Solenopsis latro är en myrart som beskrevs av Auguste-Henri Forel 1894. Solenopsis latro ingår i släktet eldmyror, och familjen myror.

## Underarter
Arten delas in i följande underarter:
- S. l. latro
- S. l. msilana
- S. l. sicula